# Passo del Turchino
De Passo del Turchino is een bergpas in Italië. De Turchino kan van drie kanten beklommen worden, vanuit Mele, vanuit Ovada en vanuit Voltri. De beklimming vanuit Ovada zit meestal in de route van de wielerklassieker Milaan-San Remo. Het is de eerste klim van de wedstrijd. Ondanks dat deze heuvel niet bijzonder steil is, is hij, dankzij zijn lengte en zijn redelijk steile slotkilometers, een behoorlijk obstakel. Overigens is de klim zelden nog van invloed op het koersverloop, de Passo del Turchino moet al worden bedwongen na 140 van de 300 kilometer.
De Passo del Turchino werd sinds 1907 elk jaar opgenomen in het parcours met uitzondering van 2001, 2002 en 2020. In de eerste jaren was de beklimming wel bepalend voor de uitslag. Bij 14 van de eerste 39 edities was diegene die eerst de Turchino haalde, ook de winnaar van de editie. In 1910 was er zoveel sneeuw op de top dat van de 63 deelnemers slechts vier de finish haalden.